# 三田祭

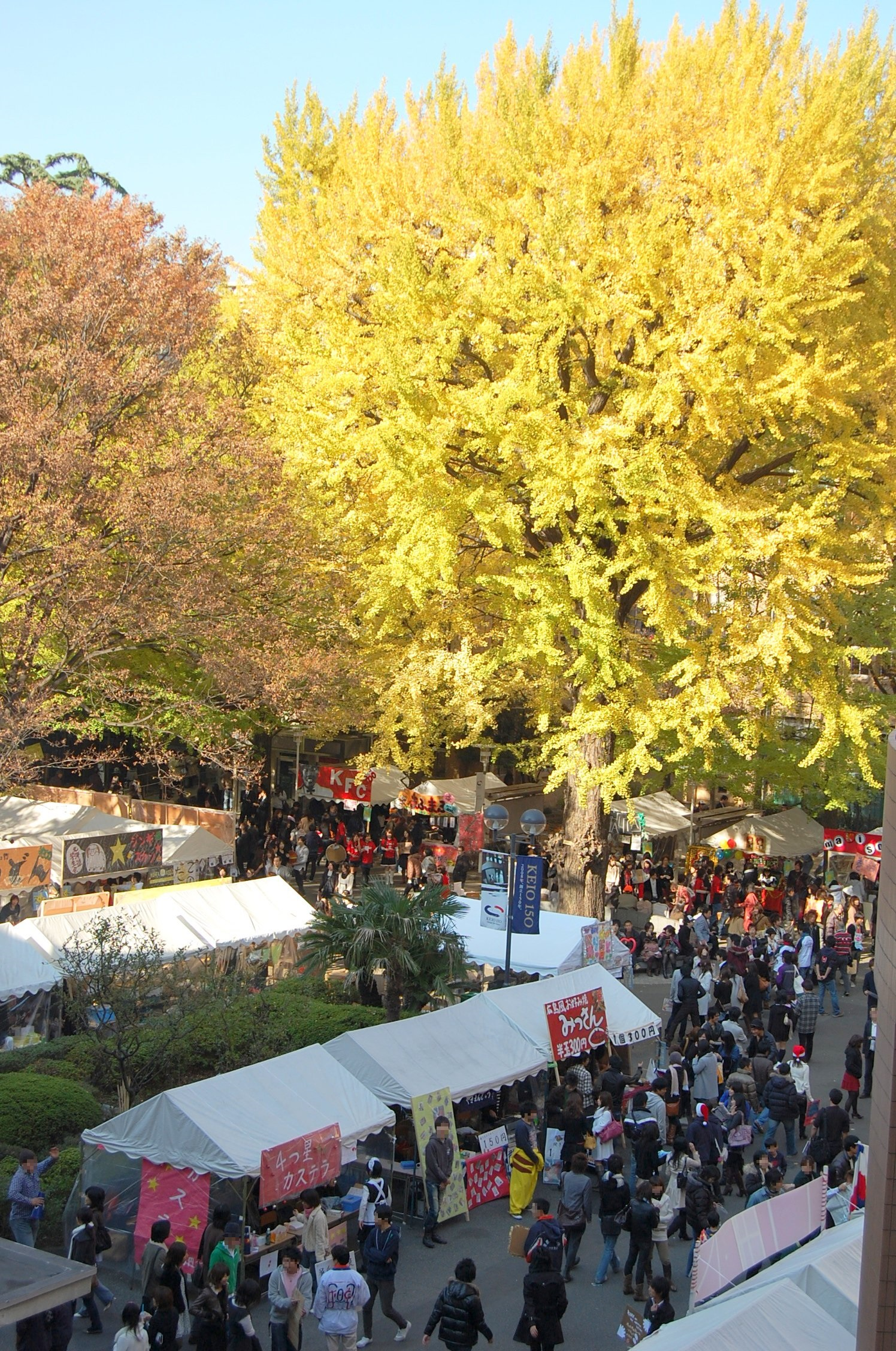
三田祭会場

三田祭（みたさい）は、慶應義塾大学において毎年11月23日前後に例年4日間行われる学園祭。

## 概要
三田祭の規模は大学祭として早稲田祭等と並び国内最大規模である。東京六大学学園祭連盟に加盟している。
三田祭のミスコンイベントとして行われるミスキャンパスの『ミス慶應』グランプリやファイナリストらは、その後女子アナになることが多いのでメディアでも注目されている。同時にミスターキャンパスの『ミスター慶應』コンテストも行われている。
華やかさばかりに目が向けられる三田祭であるが、三田祭発表として経済学部・商学部・法学部・文学部・メディア・コミュニケーション研究所のゼミナール論文発表なども行われており、3年生の活動の中心に置くゼミも多い。三田祭開催の1～2週間前には、前夜祭がほぼ毎年行われており（前夜祭のみパシフィコ横浜・国立大ホールで行われる）、有名人のコンサートが開催される。
塾員（OB・OG）の多くが母校の文化祭を訪れるのが慶應の伝統であり、三田祭の開催時には三田キャンパス付近の桜田通りや三田駅周辺が、慶應の校章が描かれている紙バックを持った塾員で賑わう。

## コロナ禍での開催形態
新型コロナウイルスの影響のため、2020年度の第62回三田祭はYouTubeでの配信やWebページでの企画掲載などの完全オンライン開催が行われた。それ以降、2021年度の第63回三田祭では飲食物の調理・提供や入場者などで制限が課せられたが、来場者属性を慶應義塾の関係者の範囲に留めつつも、事前申込型の無料チケットで入場が管理され、キャンパスでの対面開催が復活した。2022年度の第64回三田祭では3年ぶりに飲食物の調理・提供が解禁され、チケットの申込対象属性も塾生のみならず一般の来場客まで拡大された。
2023年度第65回三田祭では、事前申込型の入場チケット制度や調理制限などの制約がすべて撤廃され、完全な形での対面開催が実現され、コロナ禍前のような賑わいを見せた。

## 歴代ミス慶應
| 年   | 名前         | その後の活動           |
| ---- | ------------ | ---------------------- |
| 1991 | 小川知子     | TBSアナウンサー        |
| 1995 | 與芝由三栄   | NHKアナウンサー        |
| 1996 | 末吉里花     | タレント               |
| 1997 | 山田玲奈     | タレント               |
| 1998 | 籠島範子     | 歌手                   |
| 1999 | 中野美奈子   | フジテレビアナウンサー |
| 2000 | 鈴江奈々     | 日本テレビアナウンサー |
| 2001 | 青木裕子     | TBSアナウンサー        |
| 2002 | 高内三恵子   |                        |
| 2003 | 福澤見菜子   | 美容外科医             |
| 2004 | 久保田貴子   |                        |
| 2005 | 松岡りょう子 |                        |
| 2006 | 竹内由恵     | テレビ朝日アナウンサー |
| 2007 | 藤井みゆ     |                        |
| 2008 | 本山華子     | タレント               |
| 2009 | 秦綾佳       |                        |
| 2010 | 中止         |                        |
| 2011 | 浅見明日香   |                        |
| 2012 | 小澤陽子     | フジテレビアナウンサー |
| 2013 | 宇内梨沙     | TBSアナウンサー        |
| 2014 | 角谷暁子     | テレビ東京アナウンサー |
| 2015 | 小川真実子   |                        |
| 2016 | 中止         |                        |

2010年及び2016年は中止。2010年は、主催団体の広告学研究会所属の塾生10名が公然わいせつの疑いで書類送検されたため。2016年は、同研究会所属の塾生らが集団による性的暴行の疑いで逮捕されたことを受け、同研究会が活動停止処分となったため（慶大広告学研究会レイプ事件）。また2018年には、2016年度「ミスター慶應」ファイナリストによる性的暴行の不祥事があった。
2010年及び2016年は上述のように主催学生団体の不祥事により未開催になった。そのため2017年からは三田祭から離れて、旧広告学研究会とは異なる主催者サークルあるいは学生団体の下で再開催された。2019年には2つの学生団体が「ミス慶應」開催で競合したが、堀江貴文がアドバイザリーに付いた主催学生団体側が、コンテストファイナリストを巡るセクハラ問題も絡み中止。一方の学生団体側が主催する1つの「ミス慶應」が開催された。

## 歴代前夜祭出演アーティスト
| 年   | 名前                                                              |
| ---- | ----------------------------------------------------------------- |
| 1980 | RCサクセション、上田正樹、シーナ&ザ・ロケッツ、チャクラ           |
| 1981 | 松任谷由実                                                        |
| 1982 | 佐野元春、山下久美子                                              |
| 1983 | 沢田研二                                                          |
| 1984 | 時任三郎                                                          |
| 1985 | 稲垣潤一                                                          |
| 1986 | 渡辺美里                                                          |
| 1987 | 杉山清貴                                                          |
| 1988 | 久保田利伸&Mother Earth、バブルガムブラザーズ                     |
| 1989 | 米米CLUB                                                          |
| 1990 | 安全地帯                                                          |
| 1991 | スターダスト・レビュー                                            |
| 1992 | 森高千里                                                          |
| 1993 | 佐野元春                                                          |
| 1994 | 谷村有美                                                          |
| 1995 | 今井美樹                                                          |
| 1996 | 井上陽水 with RISKS                                               |
| 1997 | 中止                                                              |
| 1998 | 小田和正                                                          |
| 1999 | 知念里奈、篠原ともえ                                              |
| 2000 | 中止                                                              |
| 2001 | 中島みゆき                                                        |
| 2002 | 中止・三田祭本祭初日にシークレットライブとして相川七瀬            |
| 2003 | 松浦亜弥                                                          |
| 2004 | CHAGE and ASKA                                                    |
| 2005 | MISIA                                                             |
| 2006 | TRF                                                               |
| 2007 | ORANGE RANGE                                                      |
| 2008 | 倖田來未                                                          |
| 2009 | FUNKY MONKEY BABYS※この年は日吉記念館が工事のためSHIBUYA-AXで開催 |
| 2010 | AKB48                                                             |
| 2011 | スキマスイッチ                                                    |
| 2012 | ゴールデンボンバー                                                |
| 2013 | きゃりーぱみゅぱみゅ                                              |
| 2014 | flumpool                                                          |
| 2015 | コブクロ                                                          |
| 2016 | miwa                                                              |
| 2017 | 木村カエラ                                                        |
| 2018 | UVERworld                                                         |
| 2019 | Mrs.GREEN APPLE                                                   |
| 2020 | 中止                                                              |

## その他三田祭に出演したアーティスト
- 頭脳警察
- はっぴいえんど
- ピンク・レディー
- 小泉今日子
- プリンセス・プリンセス
- 安室奈美恵 with SUPER MONKEY'S
- EAST END×YURI
- 松雪泰子
- ribbon
- C.C.ガールズ
- 生稲晃子
- 田村英里子
- 三浦理恵子
- 高橋由美子
- 緒方恵美
- 鈴里真帆
- dos
- Qlair
- 裸のラリーズ
- 映秀。